# Damaeus berlesei
Damaeus berlesei är en kvalsterart som beskrevs av Michael 1908. Damaeus berlesei ingår i släktet Damaeus och familjen Damaeidae. Inga underarter finns listade i Catalogue of Life.